# VTuber
Un VTuber o youtuber virtual (en inglés: Virtual YouTuber), es un youtuber o streamer que usa modelos digitales (mayormente inspirados en estilo de anime) generados por herramientas de software como Live2D o un modelo 3D, comúnmente utilizan un medio de captura de movimiento para expresarse a través de sus avatares. La tendencia se inició en Japón a mediados de los años 2010 y, desde principios de los años 2020 se convirtió en un fenómeno internacional por internet, existiendo VTubers en la mayor parte del mundo.

## Vista general
Los VTubers usan avatares creados con programas de diseño bidimensionales o tridimensionales. Las actividades regulares de los VTubers incluyen comunicación constante con su audiencia, cantar, bailar (normalmente usando modelos en 3D) y transmitir videojuegos. Algunos VTubers se especializan en la producción de canciones originales, o tienen un vínculo cercano a la música. Muchas compañías están impulsando las relaciones entre VTubers y la industria musical, estableciendo sellos discográficos y presentando shows en vivo a través de la realidad virtual.
A menudo, los VTubers se presentan a sí mismos como personajes kayfabe no muy diferente de la lucha libre profesional uno de estos casos es el de Mace que siendo  luchador de la WWE comenzó a transmitir en Twitch como VTuber en 2021, comentó que las 2 profesiones eran, en sus propias palabras "literalmente lo mismo".
Los VTubers están asociados con la cultura y la estética populares japonesas, como el anime y el manga, y el antropomorfismo moe con rasgos humanos o no humanos como animales.

### Tecnología

Un vtuber que usa el seguimiento manual con Leap Motion

El avatar de un VTuber es típicamente animado usando una cámara web y un software de captura los movimientos, las expresiones y especialmente los movimientos de la boca del streamer y los mapea en modelos 2D o 3D. Algunos son capaces de usarse sin una cámara web (aunque con animaciones predeterminadas), y algunos también admiten hardware de realidad virtual o dispositivos de seguimiento de manos como Leap Motion. A su vez algunos programas son capaces de utilizar la cámara de teléfonos inteligentes.
El software de animación Live2D se usa normalmente para modelar avatares bidimensionales a partir de texturas dibujadas, mientras que programas como VRoid Studio a veces se han usado para crear modelos tridimensionales y para capturar o transmitir en una transmision en vivo existen software como VSeeFace. Los modelos comisionados pueden costar miles de dólares dependiendo de su nivel de detalle.

### Comercio
Los principales VTubers a menudo son empleados por agencias de talentos, con modelos comerciales influenciados por los que se utilizan en las agencias de idols. Los streamers tienen un contrato con el fin de retratar personajes desarrollados por la compañía, que luego se comercializan a través de merchandising y otras apariciones promocionales, así como fuentes de ingresos tradicionales, como la monetización de sus videos y las donaciones de los espectadores. El uso del término "graduación" para referirse a un streamer que retira su personaje y deja una agencia también es un vestigio de la industria de las idols.

## Historia

### Pre Kizuna AI
Si bien el concepto de Vtuber nace en YouTube muchos años después, el mismo deriva y está fuertemente inspirado en la moda de los ídolos virtuales, que surgió a fines de los años 90 y principio de los 2000 en Japón. Consistía en el uso de modelados 3D o personajes ficticios como artistas y cantantes, los cuales se volvieron muy populares en internet por estos años, como es el caso de la idol Hatsune Miku.
En 2009, se lanzó el programa Cyberlink Youcam. Este era un software que podía usarse para animar varios personajes a través de la cámara web.
El 12 de febrero del 2010, el canal de YouTube de la compañía de novelas visuales Nitroplus, comenzaría a subir videos con un modelo 3D de su mascota Super Sonico, quien generalmente hablaba sobre ella con su audiencia o sobre lanzamientos de la compañía.
El 13 de junio de 2011, la vlogger japonesa Ami Yamato subió su primer video, en el que aparecía un avatar animado hablando a la cámara.
En 2012, la compañía japonesa Weathernews Inc. Realizó su debut con un personaje de estilo Vocaloid llamado Weatheroid Type A Airi en SOLiVE24, una transmisión en vivo del clima las 24 horas en Nico Nico Douga, en YouTube y a través de su sitio web. En 2014, Airi obtuvo su propio programa en solitario todos los jueves y comenzó a transmitir en vivo con captura de movimiento. 
En 2014, se lanzó el software independiente FaceRig, inicialmente en Indiegogo como un proyecto de micromecenazgo, y más tarde en ese año, se lanzó en Steam, siendo el primer software suite que permitía utilizar avatares en vivo desde casa a través de la captura de movimiento facial, que comenzó a usarse activamente en sitios de streaming y YouTube. Un año después, en 2015, se agregó El módulo que permite avatares 2D, en colaboración con Live2D, Inc. de Japón.
En 2015, la compañía Mattel empezó a subir vlogs de la muñeca Barbie a YouTube.

### Kizuna AI y el nacimiento de lasVtubers
A finales de 2016, Kizuna AI (considerada la primera youtuber virtual) hizo su debut en YouTube. Kizuna fue la primera en usar el término «youtuber virtual» y popularizándolo al mismo tiempo. Nozomi Kasuga, la actriz de voz de Kizuna AI, logró crear un sentimiento de «intimidad» con su audiencia al responder sus preguntas de forma regular y reaccionar a comentarios hechos por espectadores. En 10 meses Kizuna AI consiguió más de 2 millones de suscriptores, y más tarde obtendría el título de embajadora cultural por parte de la Organización Nacional de Turismo de Japón (JNTO). La popularidad repentina de Kizuna fue el inicio de la nueva tendencia de youtubers virtuales; en 2 meses y medio, el número de VTubers activos se duplicó de 2 000 a 4 000. De estos VTubers activos, Kaguya Luna y Mirai Akari se convirtieron en la segunda y tercera más populares, con 750 000 y 625 000 seguidores, respectivamente. Nekomiya Hinata, otra VTuber destacable de la misma época, consiguió 500 000 seguidores en 6 meses.
En octubre de 2018, la aparición de Kizuna AI en una entrevista de la cadena NHK (Japanese Broadcasting Corporation) con ganadores del Premio Nobel, inició una controversia sobre la representación de la mujer en la cultura japonesa.

### Las agencias deVTubers
A principios de 2018, Anycolor Inc. (entonces conocida como Ichikara) fundó la agencia VTuber Nijisanji. Nijisanji ayudó a popularizar el uso de modelos Live2D en lugar del enfoque anterior en modelos 3D, así como el cambio en la forma de crear contenido por parte de las VTubers, dejando atrás el hacer videovlogs para dar paso a los streams como contenido habitual. Cover Corporation, una empresa que originalmente estaba desarrollando software de realidad virtual y aumentada, cambió su enfoque a VTubers al establecer Hololive. De mayo a junio de 2018, la agencia Hololive, lanzaría el debut de su primer generación de VTubers: Yozora Mel, Shirakami Fubuki, Natsuiro Matsuri, Aki Rosenthal y Akai Haato serían la cabecilla de este nuevo proyecto, aunque la agencia ya había lanzado otras VTubers individuales, como es el caso de Tokino Sora (su primer VTuber) o Roboco. A raíz de esto Hololive se convertiría en una de las principales agencias de VTubers, sacando nuevas idols cada cierto tiempo.
Después de su éxito inicial en Japón, la tendencia comenzó a expandirse internacionalmente a través de su atractivo para los fanáticos del anime y el manga. Agencias como Hololive y Nijisanji crearon sucursales en China, Corea del Sur, Indonesia e India, así como sucursales en inglés dirigidas a una audiencia global. Para el 10 de julio de 2018 ya existían más de 4 000 VTubers, que en conjunto tenían más de 12.7 millones de subscriptores, y contaban con más de 720 millones de vistas totales en sus videos, y para el 15 de enero de 2020 el número alcanzaba el 10 000 VTubers a nivel mundial.

### 2020 y el confinamiento
En 2020, la pandemia de COVID-19 obligó a la población mundial a permanecer confinados en sus hogares, lo cual provocó que más gente alrededor del mundo utilizase internet regularmente, aumentando de forma considerable el uso de plataformas de videos y streaming, llegando la moda de las VTubers que hasta ese momento se mantenía casi exclusivamente en Japón, a distintas partes del mundo, rápidamente los clips y streams de las mismas comenzaban a inundar YouTube y con ello un crecimiento acelerado en la comunidad VTuber, surgiendo ya no solo nuevas idols profesionales, sino que a su vez aumento el número de VTubers independientes, mayormente en inglés y español. 
Para agosto de 2020, 7 de los 10 youtubers con más ganancias a través de Super Chat eran VTubers, incluyendo la VTuber de la compañía Hololive, Kiryu Coco, como número 1 en esa lista gracias a sus ganancias aproximadas de 85 millones de yenes (aproximadamente 800 000 dólares estadounidenses).
Los índices de búsqueda del término VTuber en Google Trends crecieron exponencialmente entre marzo de 2020, mes en que comenzó la pandemia de COVID-19, hasta septiembre de 2020, mes de lanzamiento del grupo en lengua inglesa de Hololive, en Estados Unidos y Reino Unido. indicando una fuerte correlación entre la pandemia y el mayor consumo de contenido de VTuber y su respectiva popularización en occidente, además de Japón. Además, los 300 canales de YouTube más rentables por donaciones de audiencia (superchat) recibieron un valor total de USD$ 52 484 578, siendo que 38 % de estos canales Vtubers (114 canales) recibieron 50 % de los ingresos totales por donaciones de audiencia, totalizando US$ 26 229, 911 solo en 2020.
Debido a la gran cantidad de público occidental que comenzaban a consumir contenido VTuber, en septiembre de 2020 Hololive lanzaría su primera generación de VTubers de habla inglesa HoloMyth, miembros de la división HoloEN ("Hololive English"). Rápidamente, la primera generación de chicas conseguirían una popularidad sin precedentes, siendo una de ellas Gawr Gura, la que tan solo 37 días después de su debut se convertiría en la VTuber con más suscriptores de la agencia, 2 días más tarde se convirtió en la primera de Hololive en sobrepasar el millón de suscriptores, y la tercera VTuber en general, tan solo por detrás de los 2 canales principales de Kizuna AI.
El informe de Cultura y tendencias 2020 por parte de YouTube destaca a los VTubers como una de las tendencias notables de ese año, con 1 500 millones de visitas por mes hasta octubre.

#### 2021
Para el 30 de marzo, Kizuna AI se encontraba dentro del top 60 influencers de Asia. En mayo, Twitch agregó una etiqueta de VTuber para transmisiones como parte de una expansión de su sistema de etiquetas. El 30 de junio de 2021, Gawr Gura, miembro de la primera sucursal en inglés de Hololive, superó a Kizuna Ai como la VTuber con más suscriptores del mundo.

#### 2022
El CEO de Cover, Motoaki Tanigo mejor conocido como "Yagoo", fue seleccionado como uno de los 20 principales empresarios de Japón por Forbes Japan en su edición de enero de 2022. El mes siguiente, en medio de un evento de subatón, Ironmouse acumuló la mayor cantidad de suscripciones pagas activas de todos los streamers en la plataforma de Twitch en ese momento.

## Tendencias y resultados
La atracción del público hacia los VTubers es parcialmente atribuida a que los mismos «pueden ser quienes quieran ser» y «no sufren restricciones», esto debido a que las actividades que realizan para su público no se ven restringidas por condiciones de la «vida real» (sexo, género) o por su apariencia física.
De acuerdo con la BBC, los VTubers son únicos en el sentido de que «no están limitados por problemas personales», y la popularidad global de los mismos se debe a que «hay una gran cantidad de seguidores del anime y la cultura japonesa fuera de Japón».
En septiembre de 2020, Ichikara, la empresa gestora de Nijisanji (una de las agencias más grandes de VTubers en Japón), creó un «Equipo de contramedidas para agresiones y difamación», con el objetivo de asesorar a víctimas de acoso y tomar medidas legales contra acosadores, especialmente contra acosadores en línea, los cuales son comunes en la industria del entretenimiento en Japón. Este anuncio se dio después de varios casos notables de acoso en línea, como el suicidio de la luchadora profesional Hana Kimura, o el retiro de la VTuber de Hololive, Mano Aloe, después de 2 semanas de actividad.